# Eduardo Canela
Eduardo José Canela Contreras (24 de marzo de 1987, Santo Domingo) es un nadador de ultradistancia, especialista en aguas abiertas. Es poseedor de varios récords en su país y Latinoamérica. Eduardo ha sido ganador de varias competencias de aguas abiertas a nivel nacional e internacional, siendo algunas de sus hazanas más destacadas el cruce ida y vuelta ininterrumpido de la Bahía de Samaná, siendo la única persona en el mundo en haber logrado este reto. En 2014 estableció el récord de mayor duración de nado continuo y mayor distancia recorrida en una piscina de 25 metros, al nadar por 24 horas ininterrumpidas.
Además de nadador entrenador certificado por la ICF (International Coach Federation) en coaching personal, ejecutivo y empresarial, además es conferencista motivacional.

## Vida personal
Eduardo José nació el 24 de marzo de 1987 en Santo Domingo. Hijo de Marta Contreras y Ricardo Canela, casado con Natasha Álvarez. Es el segundo de 3 hermanos, que son Ricardo y Manuel Canela.
Eduardo se graduó de bachiller en ciencias y letras en el colegio San Judas Tadeo. Canela es licenciado en administración de empresas, egresado de la Pontificia Universidad Católica Madre y Maestra.

## Comienzos
Motivado por sus padre se inició en la natación a la edad de 5 años, teniendo como propósito principal aprender a nadar. Sus primeras brazadas fueron en el club deportivo Naco donde llegó a formar parte del equipo principal de nadadores y por más de 10 años perteneció al equipo de los delfines del Naco, donde se desarrolló como atleta, siendo dirigido por la destacada entrenadora Maritza Creus de Rodríguez teniendo la oportunidad de competir tanto a nivel nacional como internacional obteniendo excelentes resultados, lo que le permitió llegar a formar parte de la selección nacional de natación de la República Dominicana.
Pasada su adolescencia, mostró interés por los nados de larga de distancia en aguas abiertas y se incorporó a SportLab, siendo hoy el principal atleta de esta institución que se encarga de desarrollar atletas de alto rendimiento, como ha sido el caso del exnadador Marcos Díaz y el plusmarquista en ciclismo, Alberto Cuadrado. La misma es dirigida por el reconocido entrenador Augusto García quien encabeza todo el equipo técnico y de entrenadores.

## Carrera en aguas abiertas
En 2009 una vez terminada la universidad y luego de una pausa en su vida atlética debido al trabajo y los estudios, Eduardo se reintegró de manera determinada a la natación en aguas abiertas y empezó su participación en distintos eventos de índole nacional e internacional.
En 2010 participó del primer y segundo campeonato de aguas abiertas Línea Meta, en La Caleta, Boca Chica, donde resultó ganador en ambas ocasiones, en la primera oportunidad en la categoría de un kilómetro con un tiempo de 18 minutos y 37 segundos y la segunda en la categoría de 3 kilómetros con un tiempo de 51 minutos y 9 segundos.
En 2011 participó del campeonato nacional de aguas abiertas RD, obteniendo el primer lugar en la tabla general, recorriendo la distancia de 5 kilómetros en un tiempo de una hora y 8 minutos.
Para el 2012 participó en su primera competencia internacional, el 36th. Swim Around Key West, en Florida, recorriendo 20 kilómetros y ocupando el cuarto lugar de la tabla general entre más de 80 competidores, con un tiempo de 4 horas y 40 minutos.  
El 30 de septiembre de 2012 participó en la competencia de cruce a nado bahía de Samaná (Samaná-Sabana de la Mar) recorriendo 18 km en un tiempo de 4 horas con 16 minutos y ocupando el cuarto puesto en la tabla general.
A partir de este nado, su carrera tomó un nuevo norte, la de batir e implantar marcas en esta demandante disciplina.

## Retos utltradistancia
Siendo ya miembro del equipo de Sport Science Studio (SSS), Eduardo decidió realizar un nado único, algo que en su país nadie lo ha hecho. Es donde nace la idea de cruzar la Bahía de Samaná ida y vuelta (Samaná-Sabana de la Mar-Samaná). El domingo 3 de noviembre de 2013 se realizó el doble cruce a nado de la Bahía de Samaná, un evento sin precedentes a nivel nacional. El nado estableció récord nacional en la República Dominicana y tuvo una distancia recorrida de 36 km, los cuales debido a las adversas condiciones del mar se recorrieron en 9 horas con 59 minutos.
En 2014, Eduardo realizó uno de los nados más importante de su carrera, nadar 24 horas ininterrumpidas en una piscina de 25 metros, nado con el cual batió varios récords nacionales y fue uno de los pocos atletas en lograr este nado en el mundo.
El nado histórico de 24 horas se realizó en la piscina de la Academia Stono y se establecieron las siguientes marcas:
- Récord Mayor duración de Nado Continuo (24 h).
- Mayor Distancia Recorrida (77 km).

Para el 2016 Eduardo y su equipo quisieron llevar su experiencia de 24 horas de manera ininterrumpida en una piscina, al mar y lograr lo mismo en aguas abiertas. Fue por esto que el 19 de noviembre se lanza en las aguas del litoral de Boca Chica en donde se mantuvo nadando durante 24 horas en un circuito de 1.8 km de longitud recorriendo 82 km. en total. Es aquí donde vuelve a lograr otra hazaña sin precedentes en toda el área del Caribe convirtiéndose en el único dominicano que ha logrado 24 horas de nado en ambos escenario (piscina y aguas abiertas)

## Honores y reconocimientos
- Embajador de la niñez por la organización PlanRD

## Tabla de logros
| Fecha                         | Lugar de la Competencia              | Evento                                                                  | Distancia recorrida              | Tiempo alcanzado     | Marca establecida                                                                                                |
| ----------------------------- | ------------------------------------ | ----------------------------------------------------------------------- | -------------------------------- | -------------------- | --- |
| 2010.                         | La Caleta, República Dominicana.     | 1.er Campeonato de Aguas Abiertas “Línea Meta”.                         | 1 kilómetro.                     | 18 min , 37 segundos | 1.er lugar general                                                                                               |
| 2010.                         | La Caleta, República Dominicana.     | 2.º Campeonato de Aguas Abiertas “Línea Meta”.                          | 3 kilómetro.                     | 51 min , 09 segundos | 1.er lugar general                                                                                               |
| 2011.                         | La Caleta, República Dominicana.     | Campeonato Nacional de Aguas Abiertas.                                  | 5 kilómetro.                     | 01 h , 08 min        | 1.er lugar general                                                                                               |
| 2011.                         | Key West, Florida, USA.              | 36th. Swim Around Key West.                                             | 20 kilómetros en aguas abiertas. | 04 horas 40 min      | 4.er lugar general                                                                                               |
| 2012.                         | Samana, República Dominicana.        | Cruce a Nado Bahía de Samaná (Samaná – Sabana de la Mar).               | 18 kilómetros.                   | 04 horas 16 min      | 4.er lugar general                                                                                               |
| 3 de noviembre de 2013.       | Samana, República Dominicana.        | Doble Cruce a Nado Bahía de Samaná (Samaná – Sabana de la Mar- Samana). | 36 kilómetros.                   | 09 horas 59 min      | Travesía, Récord Nacional                                                                                        |
| 6 y 7 de diciembre de 2014.   | Santo Domingo, República Dominicana. | Récord de internacional de ultra-distancia en piscina.                  | 77 kilómetros.                   | 24 horas             | Establece nuevo récord en ultra distancia en piscina Mayor Duración de Nado Continuo y Mayor Distancia Recorrida |
| 19 y 20 de noviembre de 2016. | Boca Chicas, República Dominicana.   | Récord de internacional de ultra-distancia en piscina.                  | 82 kilómetros.                   | 24 horas             | Establece nuevo récord en ultra distancia en aguas abiertas, Mayor Duración de Nado Continuo.                    |